# Santa Vitória do Palmar
Santa Vitória do Palmar egy község (município) Brazíliában, Rio Grande do Sul állam déli szélén. Területén található Brazília legdélibb pontja, Praia da Barra do Chuí, és a Taim természetvédelmi terület, az ország egyik legnagyobb vándormadár-menedékhelye. 2022-ben a község népességét 30 983 főre becsülték.

## Története
A régió őslakosai charrúa indiánok voltak, akik a spanyolok érkezése előtt az Uruguai és az Atlanti-óceán közötti hatalmas területen éltek. Az első idevetődő európai valószínűleg Martim Afonso de Sousa volt, aki 1531-ben hajótörést szenvedett „egy patak közelében”; egyes történészek szerint ez a patak a Chuí volt, amely ma a Brazília és Uruguay közötti határ részét képezi. Martim Afonso de Sousa egy 30 fős karavellát hagyott hátra Pedro Lopes de Sousa parancsnoksága alatt, hogy felderítse az említett patak partjait, valamint hogy birtokba vegye a területet a portugál korona nevében.
A környék azon a területen található, melynek tulajdonjogát a spanyolok és a portugálok a 19. század közepéig vitatták. Spanyolország ragaszkodott az 1494-es tordesillasi szerződésnek megfelelő felosztáshoz, míg Portugália ki akarta terjeszteni szarvasmarha-kereskedelmét az egész ún. Platina-régióra (região América Platina, vagyis a Río de la Plata medencéje). A portugálok 1680-ban egészen a Río de la Plata torkolatáig nyomultak, ahol megalapították Colônia do Sacramentót, Buenos Airesszel szemben. 1737. február 19-én José da Silva Paes törzsőrmester, Gomes Freire de Andrade, Rio de Janeiro főkapitányának parancsát követve, elérte a Lagoa dos Patos kiömlését, majd erődítményeket emelt, hogy biztosítsa az általa meghódított új területek feletti ellenőrzést. A mai Rio Grande területén felépítették a Jesus-Maria-José erődítményt (melynek környékén még abban az évben település kezdett kialakulni), ahonnan Colônia do Sacramento védelmét és a szarvasmarha-kereskedelem folyamatosságát kívánták biztosítani. Ezen felül megkezdődtek a Santana-erőd munkálatai is.
A pozíciójuk ilyenformán való megerősítése után a portugálok tovább nyomultak dél felé Silva Paes vezetése alatt, és a Lagoa Mirim déli kiömlésénél megalapították a São Miguel erődítményt (ez jelenleg Uruguay területén van). Annak érdekében, hogy olyan megoldást találjanak, amely képes véget vetni a Portugália és Spanyolország közötti nézeteltéréseknek az amerikai kontinensen, 1750. január 13-án megszületett a madridi szerződés, rögzítve az uti possidetis elvét. Ennek értelmében a mai Uruguay területének majdnem fele Rio Grande do Sul része lett. Spanyolország beleegyezett, de José de Carvajal y Lancaster megszegte a szerződést és áthelyezte a választóvonalat az Ibicuíra. A portugál udvar felháborodott, de a spanyol királynő közbenjárásával, aki a portugál király húga volt, elsimították a dolgot; a határok nem változtak meg, de 1751-ben kiegészítették a szerződést, amely a demarkációs biztosok utasításait szabályozta. Portugál biztosnak Rio de Janeiro főkapitányát, Gomes Freire de Andradét, a későbbi Bobadela grófját nevezték ki, spanyol biztosnak pedig Val de Lírios márkit. A portugál megbízott 1752. június 29-én hagyta el Rio Grandét, és a Chuí őrháznál vert tábort; onnan indult Castilhos Grande felé, ahol a biztosok találkoztak és október 12-én elhelyezték az első határjelzőt. A második és harmadik jelzőt Índia Morta és Serra dos Reis, a későbbi Carapé településeken állították fel.
A hétéves háború hatására ismét fellángoltak a spanyol–portugál ellentétek, a spanyolok Pedro de Cebalos vezetésével pedig 1762 októberében elfoglalták Colônia do Sacramentót (melyet aztán a San Ildefonso-i szerződés nekik ítélt), 1763. április 23-án elfoglalták San Miguel erődjét, május 12-én pedig lerohanták Rio Grande települését, amelyet a portugálok csak 1776-ban szereztek vissza. A San Ildefonso-i szerződés a Taim és a Chuí-patak közötti területet (nagyjából a jelenlegi Santa Vitória do Palmar község területét) amolyan senkiföldjének nyilvánította (Campos Neutrais), melyet egyik hatalom sem foglalhat el, azonban ezt a portugálok nem tartották be, és hamarosan földadományokat (sesmaria) kezdtek osztani a telepeseknek. 1821-ben a portugálok bekebelezték a mai Uruguay egy részét Província Cisplatina néven; ezután következett az argentin–brazil háború (Guerra da Cisplatina), mely során 1828-ban Uruguay kivívta függetlenségét, de a határvitákat csak 1851-ben zárták le (Tratado Definitivo).
A határrendezésnél szerepet vállaló Francisco José de Souza Soares de Andréa, Caçapava bárója 1855-ben a portugáloknak ítélt területen kijelölt egy helyet egy határváros megalapításához. A helyet Coxilha do Palmar de Lemosként ismerték a földbirtok első tulajdonosa, José de Lemos után; a kialakuló települést pedig kezdetben Andréának nevezték, de később Santa Vitóriára változott templomának védőszentje, Szent Viktória tiszteletére. 1858-ban Santa Vitóriát Rio Grande község kerületévé nyilvánították. 1872-ben Santa Vitória települését kisvárosi (vila) rangra emelték; ugyanebben az évben a kerület kivált Rio Grandeból, és 1874-ben független községgé alakult Santa Vitória do Palmar néven. A községközpontot 1888-ban várossá (cidade) nyilvánították.
Az 1893-as föderalista lázadások lecsengése után komoly fejlődésnek indult, a következő húsz évben nagy számú épületet emeltek. 1898-ban 434 épület volt a városban; 1900-ban 502; 1905-ben 585; 1911-ben 598; 1918-ban 700 (ugyanekkor az egész községben 2000). A lakosság száma 1900-ban 8970 körül volt, 1918-ban pedig 12 000-re becsülték.

## Leírása
Székhelye Santa Vitória do Palmar, további kerületei Arvore Só, Atlântico, Curral Alto, Mirim, Taim. Az állam déli részén helyezkedik el, egy 150 kilométer hosszú mocsaras-homokos földnyelven, melyet keleten az Atlanti-óceán, nyugaton a Lagoa Mirim lagúna határol; területén található a 120 kilométer hosszú Lagoa Mangueira is. A községközpont 469 kilométerre fekszik Porto Alegretől, tengerszint feletti magassága 5 méter. Nedves szubtrópusi éghajlat jellemzi, az éves átlaghőmérséklet 16,7 ºC, a csapadék 1227 mm.
A községben található a világ leghosszabb strandjának, a 220 kilométer hosszú Atlanti-parti Praia do Cassinonak 162 kilométeres része (a fennmaradó rész Rio Grande községben van), és a Taim természetvédelmi terület (Estação Ecológica do Taim), az ország egyik legnagyobb vándormadár-menedékhelye, melynek északi része szintén átnyúlik Rio Grandeba. Továbbá itt található Brazília legdélibb (és az Egyenlítőtől legtávolibb) pontja, Praia da Barra do Chuí. Az ország legdélibb városa azonban nem Santa Vitória do Palmarban, hanem a szomszédos Chuí községben van.
Gazdasága hagyományosan az állattenyésztésre összpontosult (juh, szarvasmarha), de a 20. században a rizstermesztés került előtérbe.

## Képek

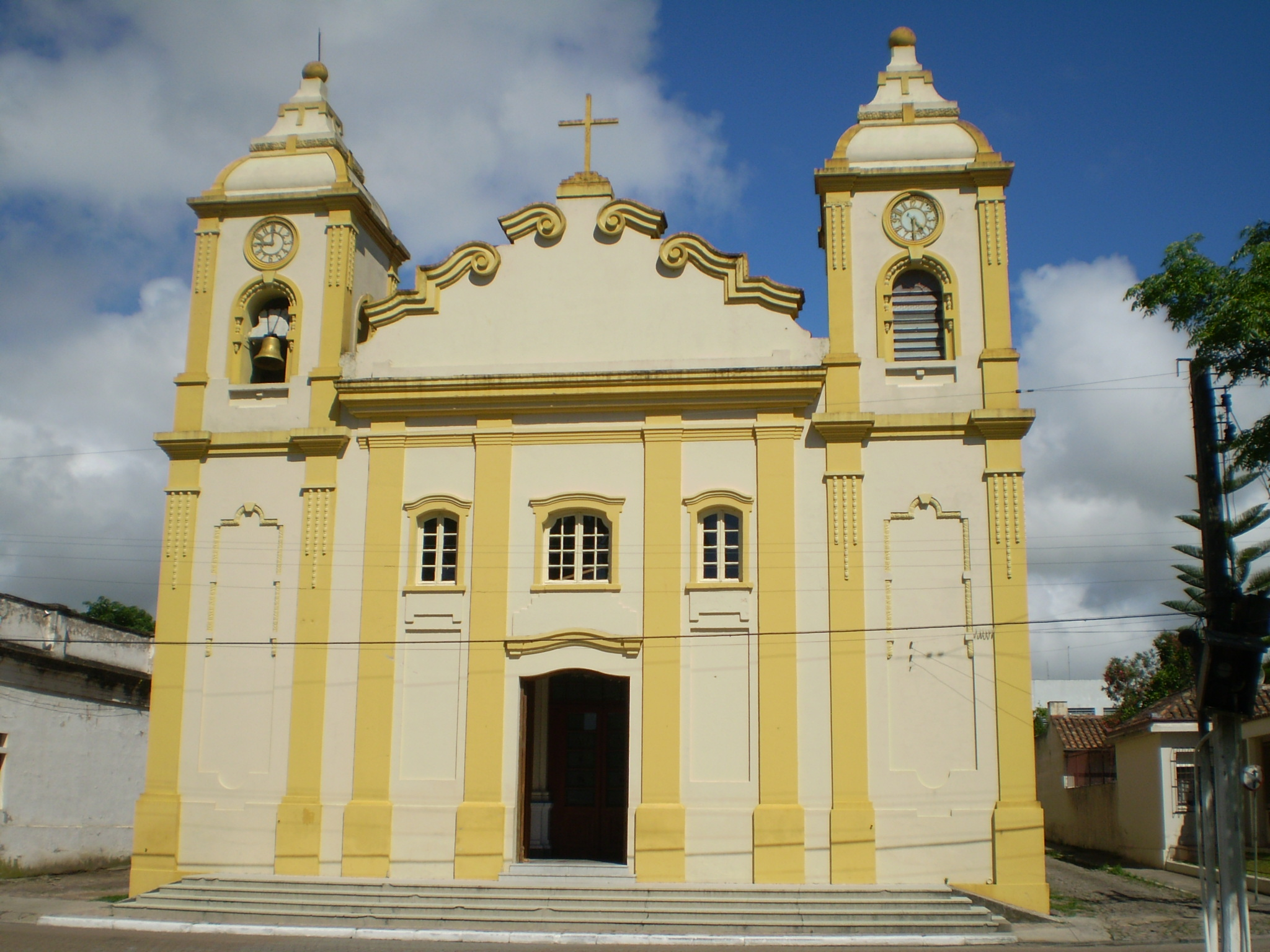
Szent Viktória plébániatemplom
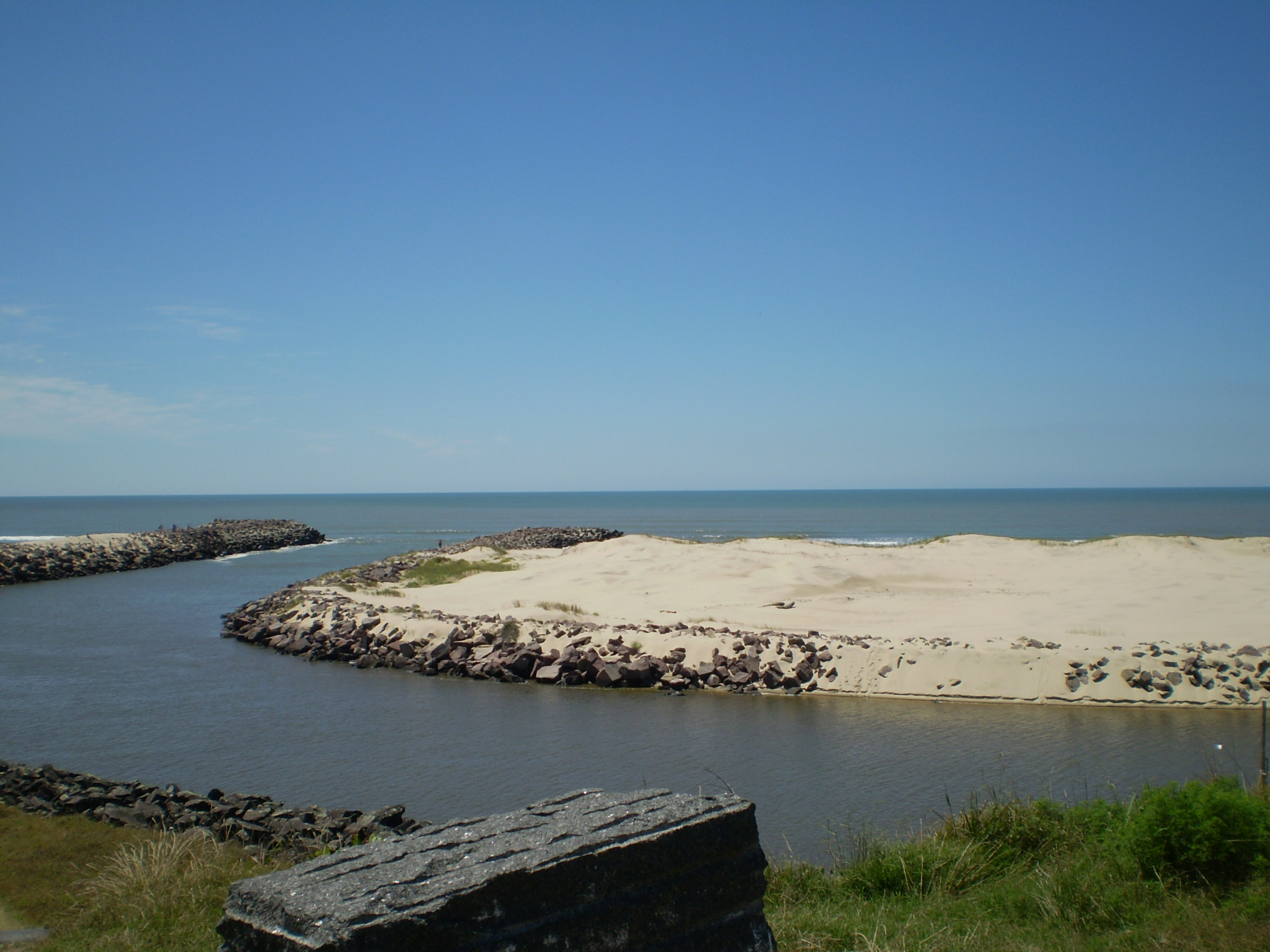
Barra do Chuí, Brazília legdélibb pontja
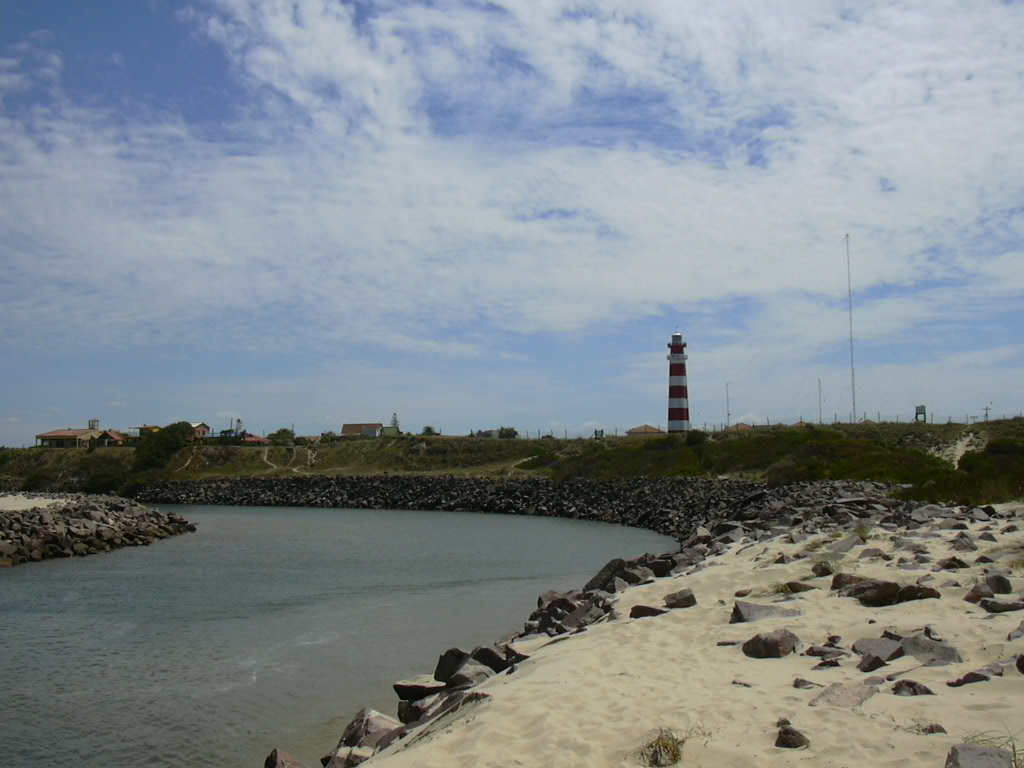
Világítótorony az uruguayi határon
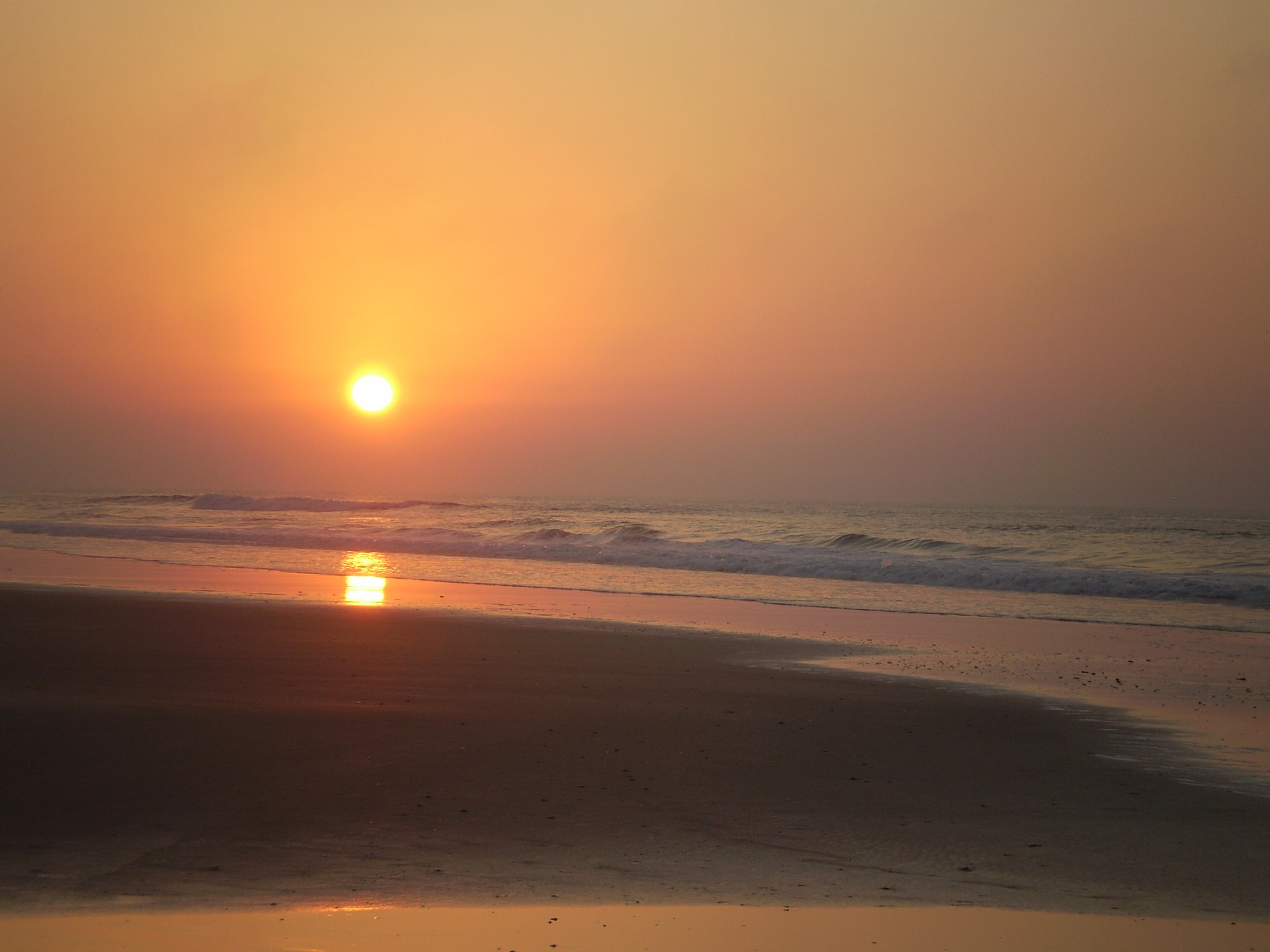
Óceánparti napkelte
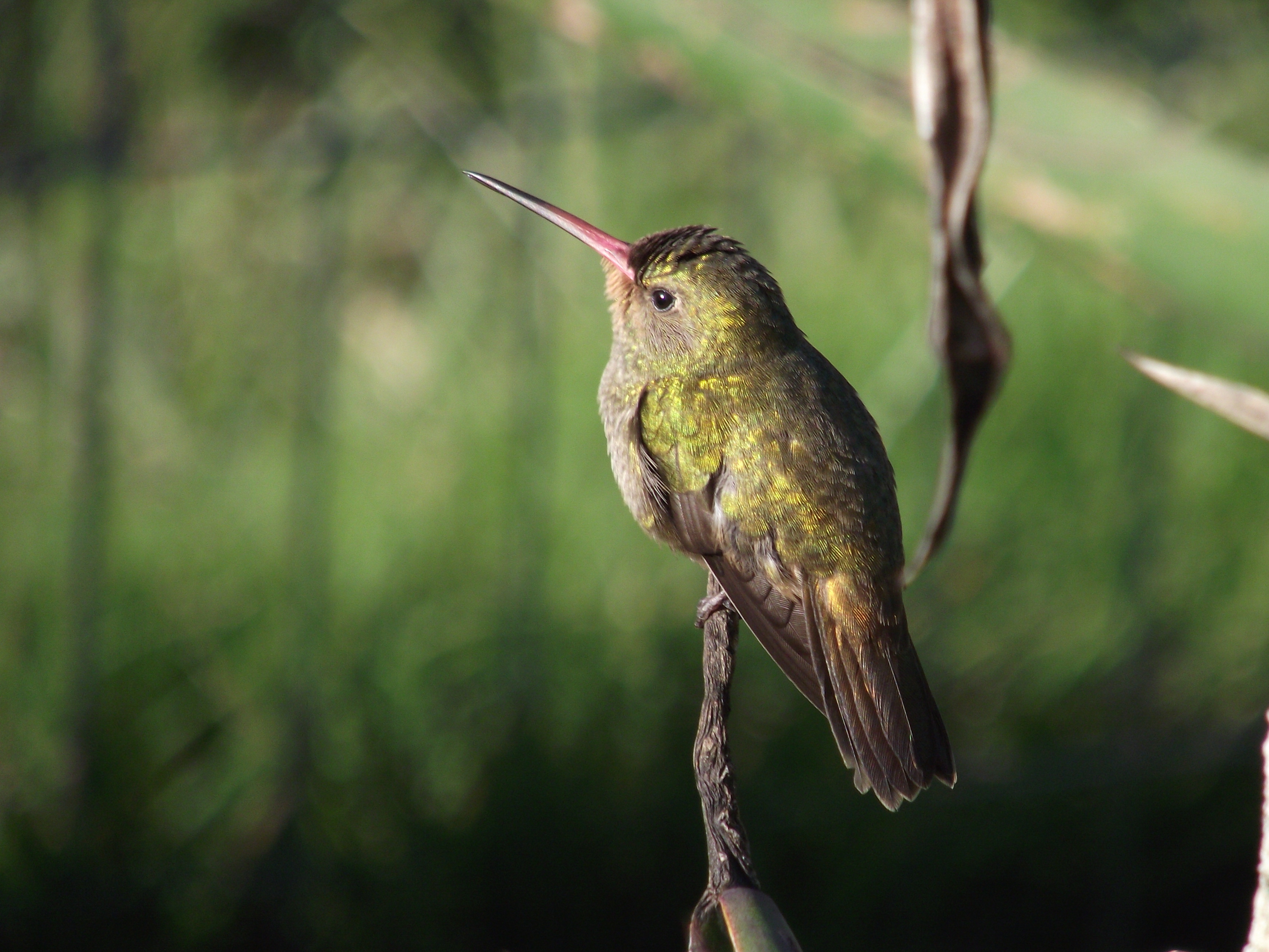
Aranyozott kolibri a Taim-rezervátumban